# Melvin Rhyne
Melvin Rhyne (* 12. Oktober 1936 in Indianapolis, Indiana; † 5. März 2013 ebenda) war ein US-amerikanischer Organist des Modern Jazz.

## Leben und Wirken
Ursprünglich Pianist, begann Melvin Rhyne seine Karriere 1955 in der Band von Rahsaan Roland Kirk, danach bei verschiedenen Bluesmusikern wie T-Bone Walker. Bekannt wurde er schließlich durch seine mehrjährige Mitwirkung in der Band von Wes Montgomery (Echoes of Indiana Avenue); er ist auch bei dessen erstem Album für Riverside Records, Wes Montgomery Trio (1959) zu hören. 
Nachdem es lange Zeit ruhig um ihn geworden war, erhielt er im Dezember 1991 die Gelegenheit zur Mitwirkung am Album At the Main Event von Brian Lynch; mit dem Personal dieser Session entstand direkt danach das Material für Rhynes erstes Album unter eigenem Namen auf dem Criss Cross-Label, The Legend mit Lynch, Don Braden, dem Gitarristen Peter Bernstein sowie dem Schlagzeuger Kenny Washington. Im Laufe der 1990er Jahre nahm Rhyne noch eine Reihe von Alben für Criss Cross auf, an denen Ryan Kisor, Joshua Redman als Gastmusiker mitspielten.
Rhyne wirkte auch auf Alben von Herb Ellis (Roll Call) und Eric Alexander (Eric Alexander in Europe) als Sideman mit und hatte ein gemeinsames Quartett mit Ray Appleton.

## Diskographische Hinweise
- Organ-izing (OJC, 1960) mit Johnny Griffin, Blue Mitchell, Gene Harris, Andy Simpkins, Tootie Heath
- The Legend (Criss Cross, 1992) mit Brian Lynch, Don Braden
- Boss Organ (Criss Cross, 1993)  mit Joshua Redman
- Stick to the Stick (Criss Cross, 1994/95) mit Ryan Kisor, Eric Alexander
- Mel's Spell (Criss Cross, 1996) im Trio mit Peter Bernstein und Kenny Washington
- Kojo (Criss Cross, 1997)
- Aztec Blues/The Tenor Triangle with Melvin Rhyne Trio (Criss Cross, 1998) Eric Alexander, Tad Shull, Ralph LaLama, Peter Bernstein, Kenny Washington
- Classmasters (Criss Cross, 1999)
- Tomorrow, Yesterday, Today (Criss Cross, 2003)

## Lexikalischer Eintrag
- Richard Cook, Brian Morton: The Penguin Guide of Jazz on CD. 6. Auflage. Penguin, London 2002, ISBN 0-14-051521-6.
- Bielefelder Katalog. 1988 & 2002